# Сутора китайська
Суто́ра китайська (Sinosuthora conspicillata) — вид горобцеподібних птахів родини суторових (Paradoxornithidae). Ендемік Китаю.

## Опис
Довжина птаха становить 14-15 см, враховуючи довгий, східчастий хвіст. Обличчя попелясте, тім'я тьмчно-каштанове, верхня частина тіла сірувато-оливково-коричнева з охристим відтінком, хвіст сіро-коричневий. Нижня частина тіла рожевувато-сіра або рожевувато-коричнева, горло і верхня частина грудей поцятковані пепелясто-коричневими смугами. Навколо очей білі кільця, дзьоб короткий, міцний, вигнутий, жовтуватий.

## Підвиди
Виділяють два підвиди:
- S. c. conspicillata (David, A, 1871) — Центральний Китай (від східного Цинхаю до сходу Сичуаню, південного сходу Ганьсу і південного заходу Шеньсі);
- S. c. rocki (Bangs & Peters, JL, 1928) — схід Центрального Китаю (західний Хубей).

## Поширення і екологія
Китайські сутори живуть у вічнозелених гірських лісах та у високогірних чагарникових і бамбукових заростях. Зустрічаються зграйками до 15 птахів, на висоті від 1000 до 3300 м над рівнем моря.